# Božidar Novak (novinar)
Božidar (Božo) Novak (Hvar, 18. svibnja 1925. – 26. lipnja 2013.) je hrvatski novinar, feljtonist, publicist i kroničar hrvatskog novinarstva, saborski zastupnik. Hrvatski je proljećar.

## Životopis
Rodio se je na otoku Hvaru, u katoličkoj obitelji. Na njegov je odgoj utjecalo dalmatinsko pravaštvo i narodnjaštvo. Gimnaziju je pohađao u Splitu i Zagrebu. Izbijanjem rata, antifašističkom se pokretu priključio kao formirani katolički omladinac, ne kao komunist ili ljevičar, jer nitko od njegovih suboraca nije to bio, nego nisu htjeli pasti pod talijansku vlast. Tako je 1942. godine otišao u partizane. Za vrijeme rata vodio je omladinsku organizaciju na srednjodalmatinskim otocima. 
Za vrijeme sukoba Tita i Staljina vodio je Agitprop. Neko je vrijeme radio u Srbiji, u Beogradu, gdje je bio bliski suradnik Milovana Đilasa. U to je vrijeme u Beogradu školovao se na novinarsko-diplomatskom odjelu Više političke škole 1946/47., a na Pravnom fakultetu u Zagrebu studirao je pravo. Novinarstvo je studirao u Salzburgu, a studijski se je usavršavao na na studijskim putovanjima u Engleskoj, SAD-u, Austriji, Italiji, Čehoslovačkoj, SSSR-u i Japanu.
Poslije drugog svjetskog rata radio je u novinarstvu. U Slobodnu Dalmaciju doveo ga je 1947. arhitekt Neven Šegvić. Ondje je neko vrijeme vodio unutarnju rubriku, a poslije je postao glavni i odgovorni urednik. Novakovom zaslugom u Slobodnu Dalmaciju došao je Miljenko Smoje. Iz tog vremena značajna je osobitost Slobodne Dalmacije je ta što se nisu ponijeli ostracistički prema kolegama novinarima koji su za vrijeme rata pisali za talijanski La voce del popolo di Spalato ili ustaško Novo doba, usprkos zahtjevima iz Komiteta da ih se riješe. U Splitu je ostao do sredine 1949. godine, kad je poslan u Agitprop u Zagrebu voditi propagandu protiv Staljina.
Bio je jednim od prvih glavnih urednika zagrebačkog Vjesnika. S Novakom na čelu Vjesnik je dosegao svoje zvjezdane trenutke. U ono je vrijeme postao jedna od deset najjačih medijskih kuća u Europi s fantastičnim socijalnim uvjetima za svoje radnike. Vjesnikova izdanja Arena, VUS, Studio, Svijet, Plavi vjesnik dosizali su rekordne naklade, a listovi su bili tiskani na naprednim strojevima po čemu su bili prvi u Europi, ispred zapadnjačkih medijskih kuća.
S režimom se prvi put oštrije doveo u probleme 1962. kad je iskao da se prekine s praksom po kojoj listovi u Jugoslaviji ne smiju međusobno polemizirati. 
1964. je godine objavio knjigu Suvremeno novinarstvo, a nakon te njegove knjige, još nitko poslije nije obradio povijest novinarstva u Hrvatskoj. Bila je istinski ispred svog vremena, jer za razliku od slične literature svog vremena, nije spominjala Partiju.
Za njegova je mandata razbijen savezni unitaristički informativni sustav koji je bio na štetu hrvatskog novinstva. Okovi saveznog novinstva bili su osobito snažni na Radio televiziji Zagreb, jer joj se nametalo da važne info-emisije uređuje i emitira RTV Beograd. U razbijanju veliku su ulogu odigrali Ivo Bojanić i Josip Šentija. 
Krajem 1960-ih bio je hrvatski saborski zastupnik.
1970. opet se izložio udaru režima, kad zbog Berlinske špijunske afere, odbio smijeniti Milovana Baletića unatoč Titovu zahtjevu.
Budući da je bio pristaša Mike Tripala, Savka Dabčević-Kučar i inih hrvatskih proljećara, izbačen je iz javnog života. Kao 'maspokovcu' bila mu je zabranjena svaka djelatnost te je prisilno umirovljen. Uspio je proći bolje nego brojni kolege proljećari, jer je barem izbjegao okrutnost zatvora. U disidentstvu je proveo dva desetljeća. Posvetio se ribarstvu. Nije smio istupati, pa mu je Grga Novak omogućio napisati knjigu Povijest hvarskog ribarstva u srednjem vijeku. Tih je godina na snazi bila direktiva da se nitko ne smije družiti s njime i kolegom Tonkom Novakom s kojim se bavio ribarskom poviješću.
Sječa je počela 1971. kad se našao na popisu 50 osoba osumnjičenih za kontrarevolucionarstvo, a koje treba uhititi. Popis je sastavio Savez boraca. Među popisanima bili su Novak, Neda Krmpotić, Ivo Bojanić, Krešimir Džeba, Vlado Gotovac i ostali. Neko su vrijeme odolijevali uhićenjima, zbog međunarodne potpore, no uskoro je i to izostalo. Prisilno je umirovljen uz vrlo diskreditirajuću kampanju. Vratio se na rodni Hvar i bavio ribarstvom. 
Ponovno se pojavio u javnom životu 1990. godine. Suosnivač je HHO-a, čijim je djelatnikom skoro dva desetljeća. Pisao je za Slobodnu Dalmaciju, Vjesnik, Danas, Novi list, Večernji list, Feral Tribune, Dalmatinske novine, Jutarnji list, Novinar, Medijska istraživanja i Hrvatsku reviju.
Kroničar je hrvatskog novinarstva. Autor je djela novinarstvo u XX. stoljeću.

## Nagrade
- više HND-ovih novinarskih priznanja i nagrada
- nagrada za životno djelo Otokar Keršovani

## Vanjske poveznice
- LZMK / Hrvatska enciklopedija: Novak, Božidar
- LZMK / Proleksis enciklopedija: Novak, Božidar